# PMTair
PMTair (Progress MulTi Air) là một hãng hàng không của Campuchia. Trụ sở chính của hãng được đặt tại Sân bay quốc tế Phnôm Pênh.

## Lịch sử
PMTair được thành lập bởi Progress Multitrade Co., Ltd.,vào ngày 14.02.2003 và hãng chính thức đi vào hoạt động vào 14.10.2003.

## Tuyến bay

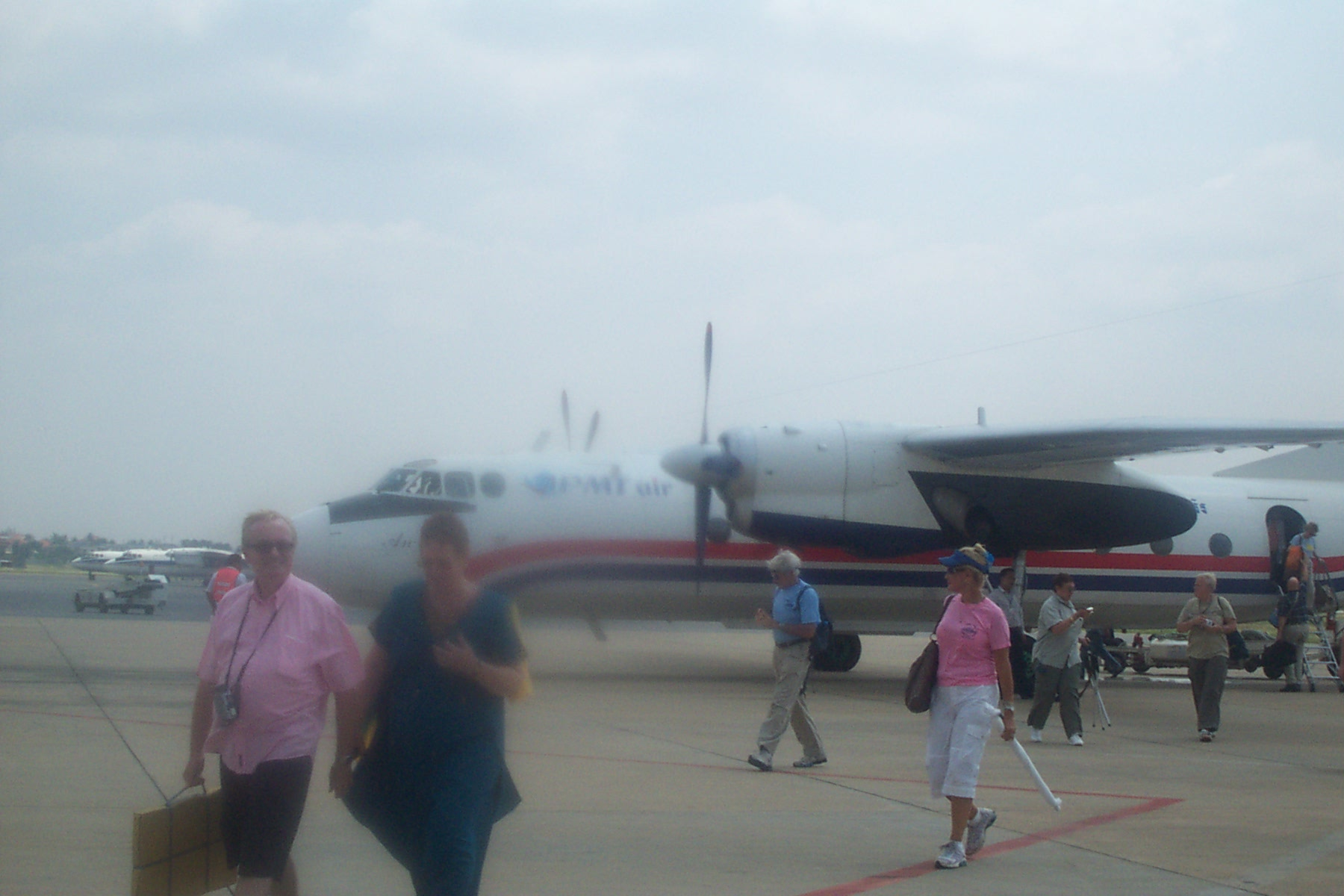
Một chiếc máy bay của PMTair tại Sân bay quốc tế Phnom Penh vào tháng 09.2006.

### Quốc tế[1]
- Hà Nội - Siem Reap
- Busan - Siem Reap
- Incheon - Siem Reap

### Điểm đến trước đây
- Pattaya- Siem Reap
- Bangkok- Phnom Penh
- Phnom Penh- Ratanakiri - Siem Reap
- Ratanakiri - Phnom Penh
- Siem Reap - Phnom Penh
- Siem Reap - Sihanoukville

## Máy bay
Máy bay của hãng tính đến 19.07.08
- 2 Antonov An-12 (cargo)
- 1 Antonov An-24
- 2 Boeing 737-200
- 2 McDonnell Douglas MD-83 (1 chiếc của Wind Rose Aviation)